# 1944 في رومانيا
فيما يلي قوائم الأحداث التي وقعت خلال عام 1944 في رومانيا.

## سياسة

### تعيين في المنصب
- 1 يناير – قنسطنطين ساناتيسكو قائمة رؤساء وزراء رومانيا.
- 7 ديسمبر – نيكولاي راديسكو قائمة رؤساء وزراء رومانيا.

### انتهاء فترة المنصب
- 1 يناير – قنسطنطين ساناتيسكو قائمة رؤساء وزراء رومانيا.
- 23 أغسطس – يون أنتونيسكو قائمة رؤساء وزراء رومانيا.

## مواليد

### فبراير
- 8 فبراير – أليكساندر فينسل لاعب كرة قدم سلوفاكي.

### أبريل
- 6 أبريل – فلورين جيورجيو لاعب شطرنج روماني.

### أغسطس
- 23 أغسطس – جيرهارد تسيرني

### نوفمبر
- 14 نوفمبر – إرينا زابيرا كاتبة نمساوية.

### ديسمبر
- 14 ديسمبر – نيكولاي زامفير لاعب كرة قدم روماني.

## وفيات

### سبتمبر
- 21 سبتمبر – ارتور فلبس (مواليد 1881)

### نوفمبر
- 4 نوفمبر – إندريه كابوش (مواليد 1906) مسايف مجري.